# HD 216770 b
HD 216770 b es un planeta extrasolar que orbita la estrella HD 216770, en la constelación de Piscis Austrinus. Tiene una masa de dos tercios la de Júpiter. Pero a diferencia de los gigantes gaseosos del Sistema Solar, su órbita es muy excéntrica. La distancia media de la estrella es ligeramente mayor que la de Mercurio, y su periodo orbital es de 118 días.